# ادواردو آراندا
ادواردو آراندا (۲۸ ژانویهٔ ۱۹۸۵) یک بازیکن فوتبال اهل پاراگوئه است. وی در تیم ملی فوتبال پاراگوئه بازی کرده است.